# Episodi di E.N.G. - Presa diretta (prima stagione)
La prima stagione della serie televisiva E.N.G. - Presa diretta è stata trasmessa in anteprima in Canada dalla CTV tra il 1989 e il 1990.
| nº | Titolo originale        | Titolo italiano | Prima TV Canada  | Prima TV Italia |
| -- | ----------------------- | --------------- | ---------------- | --------------- |
| 1  | E.N.G. Pilot: Part 1    |                 | 1989             |                 |
| 2  | E.N.G. Pilot: Part 2    |                 | 1989             |                 |
| 3  | Special Segment         |                 | 1989             |                 |
| 4  | Forests of the Night    |                 | 1989             |                 |
| 5  | Your Place or Mine      |                 | 1989             |                 |
| 6  | Dirty Trick             |                 | 1989             |                 |
| 7  | The Chilling Effect     |                 | 1989             |                 |
| 8  | Running with the Pack   |                 | 1989             |                 |
| 9  | Catch a Falling Star    |                 | 1990             |                 |
| 10 | A Tangled Web           |                 | 1990             |                 |
| 11 | A Brief Madness         |                 | 1990             |                 |
| 12 | Till Death Us Do Part   |                 | 1990             |                 |
| 13 | Striking Out            |                 | 1990             |                 |
| 14 | False Fire              |                 | 1990             |                 |
| 15 | Otherwise Inflicted     |                 | 1990             |                 |
| 16 | All Things Betray Thee  |                 | 15 febbraio 1990 |                 |
| 17 | Into Darkness           |                 | 22 febbraio 1990 |                 |
| 18 | The Souls of Our Heroes |                 | marzo 1990       |                 |
| 19 | Ghosts                  |                 | 1990             |                 |
| 20 | Fools Rush In           |                 | 1990             |                 |
| 21 | Victims                 |                 | 1990             |                 |
| 22 | Division of Labour      |                 | 1990             |                 |
| 23 | Line of Fire            |                 | 1990             |                 |
| 24 | Crossroads              |                 | 1990             |                 |
| 25 | In Love and War         |                 | 1990             |                 |
| 26 | Traitors All            |                 | 1990             |                 |